# Argo Arbeiter
Argo Arbeiter, né le 5 décembre 1973 à Viljandi en Estonie, est un footballeur international estonien, devenu entraîneur à l'issue de sa carrière, qui évoluait au poste d'attaquant.

## Biographie

### Carrière de joueur
Argo Arbeiter dispute quatre matchs en Coupe de l'UEFA.

### Carrière internationale
Argo Arbeiter compte 29 sélections et 6 buts avec l'équipe d'Estonie entre 1995 et 2000. 
Il est convoqué pour la première fois par le sélectionneur national Roman Ubakivi pour un match des éliminatoires de l'Euro 1996 contre la Slovénie le 29 mars 1995 (défaite 3-0). Par la suite, le 13 novembre 1996, il inscrit un quadruplé contre Andorre, lors d'un match amical (victoire 6-1). Il reçoit sa dernière sélection le 4 juin 2000 contre la Biélorussie (victoire 2-0).

## Palmarès

### En tant que joueur
- Avec le Levadia Tallinn
  - Champion d'Estonie en 2004
  - Vainqueur de la Coupe d'Estonie en 2004

### En tant qu'entraîneur
- Avec le Levadia II Tallinn
  - Champion d'Estonie de D2 en 2013